# Megaphyllum austriacum
Megaphyllum austriacum är en mångfotingart som först beskrevs av Robert Latzel 1884.  Megaphyllum austriacum ingår i släktet Megaphyllum och familjen kejsardubbelfotingar. Inga underarter finns listade i Catalogue of Life.